# Acer (bedrijf)
Acer is een Taiwanese electronicaproducent. Het is een van de vijf grootste bedrijven ter wereld in de verkoop van merk-pc's. Acers producten bestaan onder andere uit desktop- en mobiele pc's, servers en opslag, displays, led-tv's, randapparaten en e-businessoplossingen voor de zakenwereld, regeringen, onderwijs en thuisgebruikers. Het bedrijf bezit tevens de grootste computerwinkelketen in Nieuw Taipei, Taiwan.

## Geschiedenis
Acer werd opgericht in 1976 door Stan Shih. Hij is nog steeds bij het bedrijf betrokken en is met een belang van 2,6% de grootste aandeelhouder per jaareinde 2014. In 1997 werd de gehele Texas Instruments-computerdivisie overgenomen door Acer. De Pan Acer Group stelt 39.000 mensen te werk en heeft eigen zetels in meer dan 140 landen. De internationale hoofdzetel bevindt zich in Sijhih City, Nieuw Taipei, Taiwan.
In oktober 2007 nam Acer het Amerikaanse Gateway en Packard Bell over. Samen verkochten Acer en Gateway in 2006 liefst 18,6 miljoen computers en werd Acer het op twee na grootste computerbedrijf ter wereld. Apacer is de geheugenchip-onderneming van Acer, welke marktleider is in OEM-geheugenchips (flashgeheugen).
In 2010/2011 werden er wereldwijd twee business units aan toegevoegd: ACER Smartphones en ACER New LED/Multimedia TV.

## Activiteiten
Acers Noord-Amerikaans marktaandeel is iets gezakt gedurende de laatste jaren, door met name de focus op het eigen Amerikaanse merk Gateway, terwijl het Europese marktaandeel ACER fors gestegen is. Acers dochtermaatschappij in Australië is Acer Computer Australia. Het is de nummer 2 in de totale pc-desktop- en notebookmarkt en daarnaast ook de leidinggevende verkoper in belangrijke segmenten zoals overheden en onderwijs.
In 2014 telde het bedrijf iets meer dan 7000 medewerkers. Acer produceert nauwelijks zelf waardoor de meeste van de werknemers actief zijn in de verkoop, service en R&D. De omzet van Acer staat onder druk. In 2010 lag de omzet nog op NT$ 629 miljard, maar in 2014 was deze bijna gehalveerd tot NT$ 330 miljard.
Veel van Acers bekendheid in Europa is onder andere te danken aan het sponsoren en leveren van de computerapparatuur voor de Olympische Winterspelen in Vancouver 2010 en in Londen in 2012. Daarnaast is Acer de sponsor van het Formule 1-team Scuderia Ferrari en het voormalige team Prost Grand Prix. Door de nauwe samenwerking met Ferrari, ontwerpt de wereldberoemde designer Pininfarina ook diverse premium producten voor Acer qua styling, design en ergonomie. Om verder door te groeien wil Acer naar meer brand value toe. Hiervoor is het bedrijf anti-cyclisch tegen de marktontwikkeling in, gestopt met het out-sourcen van zijn service- en helpdeskcentra en heeft dit weer in eigen handen genomen. Hiermee wil Acer niet alleen op kwaliteit, maar ook op after-sales onderscheidend zijn.

## AOpen
AOpen is een dochteronderneming van Acer die OEM pc-componenten en verschillende losse pc-componenten maakt. Het bedrijf werd eind 1996 samengevoegd met Acer.
AOpen werd onder meer bekend om zijn desktopcomputers met mobiele chips, waarbij het Intel Pentium M-chips ging inbouwen in moederborden voor desktops. Ook specialiseerde AOpen zich in latere jaren in "ultra small form factors", oftewel zeer verkleinde versies van ATX- en ITX-moederborden.

## Producten
- Notebook
  - Aspire
  - TravelMate
  - Extensa
  - Aspire One Netbook

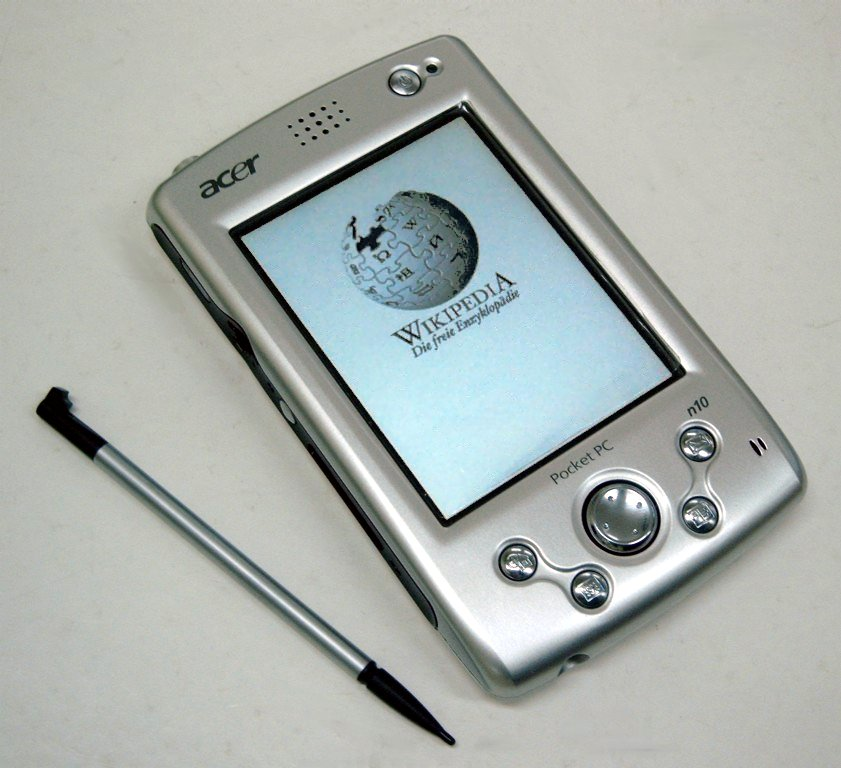
Acer N10-pda

  - Ferrari (huidig Ferrari 1000 compacte model en de 5000 met een Ferrari-logo en zwarte en rode behuizing)
- Tablet
  - TravelMate (huidig enkel de TravelMate C200)
  - Iconia (kan worden omgezet tot netbook)
  - Iconia Tab
- Personal digital assistant (pda)
  - N35(Gps)
  - N30/N50 (Premium)
  - N30 Bluetooth GPS/N35 GPS
  - D100 Portable Navigator
  - E360 Portable Navigator
  - P630 Portable Navigator
- Pc
  - AcerPower
  - Aspire
  - Veriton
  - Extensa
  - Predator
- Server
  - Altos
    - Altos G (gewone servers)
    - Altos R (rackservers)
    - Altos Rack (racksystemen)
- CRT-monitoren
  - AC713/AC915
- Lcd-monitoren
  - Ferrari Line (speciale design-serie van de meest hoogwaardige kwaliteit)
  - Prestige Line (betaalbare monitoren met ingebouwde luidsprekers en hoge helderheid)
  - Office Line (monitoren met DVI-ingang, hoge inkijkhoek en hoog contrast, in hoogte verstelbaar)
  - Gamers Line (DVI/analoog-ingang, met een zeer hoge responserate)
- Projectoren
  - Professional Line (de meest geavanceerde modellen, full hd, led en DLP 3D)
  - Value Line (de low-budgetserie)
  - Travel Line (de kleine projectoren (ook led), stevig gebouwd voor transport)
  - Video Line (de projectoren voor een kleine thuisbioscoop)
- Netwerk
  - Routers
  - WLAN-PCMCIA-kaarten en USB-sticks
  - Bluetooth-USB-stick
- Multimedia
  - USB-Stick
  - Mp3-spelers
- Digitale camera's
  - CR Serie (Regular Line)
  - CU Serie (Ultra slim)
  - CS Serie (Slime line)
  - CE Serie
  - CI Serie
- Tv & randapparatuur
  - Flatscreen tv-toestellen (lcd)
  - New TV Full HD led-tv met multimediatoepassingen, 3D en DuoCore®-processortechnologie.
- Smartphone
  - Liquid
    - Liquid E
    - Liquid E Ferrari Edition
    - Liquid E 2
    - Liquid E 3
    - Liquid Metal
    - Liquid Mini
    - Liquid Jade
    - Liquid Jade Z
    - Liquid Jade S

  - beTouch
    - beTouch E110
    - beTouch E120
    - beTouch E130
    - beTouch E400

  - neoTouch
    - neoTouch P300
    - neoTouch P400

  - Stream
  - Iconia Smart

## Concurrenten
Belangrijke concurrenten van Acer zijn onder andere:
- Dell
- Sony
- Hewlett-Packard
- Asus
- Apple